# Antoni Mas Vilalta
Antoni Mas Vilalta (Tarragona, 25 de setembre de 1921 - Badalona, 9 de desembre de 2013) va ser un empresari català i president del Club Joventut Badalona.
Soci del Joventut des de l'any 1932, en va ser jugador durant algunes temporades. Va començar com a directiu de la Penya en els anys 50 sent la mà dreta del president Antoni Viñallonga. L'any 1966 va fundar "Amics del Joventut", un grup de socis que actuaven com a mecenes de l'entitat badalonina, i sota el seu mandat es va impulsar la construcció del pavelló Ausiàs March l'any 1972 i es va crear l'Escola de Bàsquet l'any 1973.
Va ser president del Joventut de Badalona durant les dècades dels 60 i 70. Sota el seu mandat, la Penya va guanyar les dues primeres lligues de la seva història (1967 i 1978). També va reforçar les estructures del club, amb el vicepresident Daniel Fernández i el director esportiu Francesc Cairó, cosa que va significar el seu salt a l'elit del bàsquet continental. Ja retirat, fou nomenat president d'honor del club i membre d'honor de la FIBA (1980).
Antoni Mas va morir el 9 de desembre de 2013.